# Herrnberg (Mitterfels)
Herrnberg ist ein Gemeindeteil des Marktes Mitterfels im niederbayerischen Landkreis Straubing-Bogen.
Die Einöde liegt vierhundert Meter südlich der Burg Mitterfels, zwischen den Ortsteilen Scheibelsgrub und Neumühle. Es bestehen zwei Gebäude mit Wohnraum (Stand: 2017).

## Geschichte
In den amtlichen Ortsverzeichnissen, basierend auf den Daten der Volkszählungen, wurde der Ort erstmals 1950 aufgelistet und mit jeweils zwei Wohngebäuden angegeben. Die Zahl der Einwohner schwankte in der Zeit von 1950 bis 1987 zwischen vier und zehn. 1950 war der Gemeindeteilname Herrnberg noch nicht amtlich verliehen.

## Einwohnerentwicklung
- 1950: 00 4 Einwohner[4]
- 1961: 0 10 Einwohner[5]
- 1970: 00 9 Einwohner[6]
- 1987: 00 4 Einwohner[1]

## Umwelt
Herrnberg liegt im Landschaftsschutzgebiet Bayerischer Wald.